# Oblik
Oblik je odnos krivih i ravnih površina u spoljašnjem izgledu, uobličenost vidljivih delova, reljefa, konfiguracije i slično.
Oblik objekta smeštenog u nekom prostoru odnosi se na deo prostora koji taj objekat zauzima, a koji je određen njegovom spoljašnjom granicom — izdvojeno od ostalih aspekata tog objekta, poput boje, sadržaja ili materijala od kojeg je građen ili njegovog položaja i orijentacije u prostoru, kao i veličine.
Jednostavne dvodimenzionalne oblike moguće je opisati geometrijski kao tačke, prave, krive, ravni itd. Oblici koji se pojavljuju u fizičkom svetu obično su poprilično složeni; mogu biti proizvoljno zakrivljeni, kad su predmet diferencijalne geometrije ili fraktalni, kao kod biljaka i obalnih crta.